# Тшебешув-Перший
Тшебешув-Перший (пол. Trzebieszów Pierwszy) — село в Польщі, у гміні Тшебешув Луківського повіту Люблінського воєводства.
Населення — 248 осіб (2011).
У 1975-1998 роках село належало до Седлецького воєводства.

## Демографія
Демографічна структура станом на 31 березня 2011 року:
|          | Загалом | Допрацездатний вік | Працездатний вік | Постпрацездатний вік |
| -------- | ------- | ------------------ | ---------------- | -------------------- |
| Чоловіки | 117     | 28                 | 78               | 11                   |
| Жінки    | 131     | 33                 | 71               | 27                   |
| Разом    | 248     | 61                 | 149              | 38                   |